# Моя дочка - заручниця
«Моя дочка — заручниця» — кінофільм режисера Алексіс Дуран-Бро, що вийшов на екрани в 2007 році.

## Зміст
Жерман володіє успішним бізнесом. У нього прекрасна родина і майбутнє виглядає безхмарно. Та одного разу героєві потрапляє на очі порноролик, у якому головну роль виконує його донька. Жерман розуміє, що зі своїм вихованням дівчина ніколи не пішла б на це добровільно, а, значить, нещасній загрожує небезпека і її терміново потрібно виручити з біди.

## Ролі
| Актор           | Роль |
| --------------- | ---- |
| Мішель Коте     | -    |
| Карін Ванасс    | -    |
| Домінік Ледюк   | -    |
| Лоранс Лебеф    | -    |
| Крістіан Беджін | -    |
| П'єр-Люк Брійян | -    |
| Серж Уд         | -    |
| Ален Форнье     | -    |
| Лорен Аллер     | -    |
| Ніколас Кануель | -    |

## Знімальна група
- Режисер — Алексіс Дуран-Бро
- Сценарист — П'єр Шаловскі
- Продюсер — Річард Лалонд, Максим Реміллар
- Композитор — Норман Корбей